# 은현초등학교
은현초등학교는 대한민국 경기도 양주시 은현면 선암리에 있는 공립 공립 초등학교이다.

## 학교 연혁
- 1935년 9월 1일 은현공립보통학교(4년제 6학급) 개교
- 1938년 4월 1일 은현공립심상소학교로 개칭[1]
- 1940년 4월 1일 6년제 6학급 개편
- 1941년 4월 1일 은현공립국민학교로 개칭[2]
- 1982년 3월 10일 병설유치원 인가(1학급)
- 1987년 3월 1일 특수학급 설치(1학급)
- 1996년 3월 1일 은현초등학교로 개칭[3]
- 2004년 10월 14일 과학실 현대화 공사
- 2004년 12월 17일 급식실(다목적교실) 준공
- 2008년 10월 30일 학교 숲 조성
- 2009년 7월 3일 현대식 운동장 개장식
- 2020년 1월 16일 제81회 졸업(총 5053명)
- 2020년 3월 1일 초등 7학급(특수 1학급) 편성
- 2020년 3월 1일 제24대 신외남 교장 취임

## 학교 상징
- 교화(校花) - 장미 : 꽃 중의 꽃으로 화려함을 자랑하고 번식력과 적응력이 뛰어나며 사랑과 희생정신을 상징하고 아름다움을 대표한다.
- 교목(校木) - 소나무 : 소나무는 대한민국의 대표적인 나무로써 굳은 의지와 애향심을 나타내고 시민의 진취적인 기상을 상징한다. 추위에 강하며 자생력이 강한 대한민국 시민의 강인함을 상징한다.
- 교조(校鳥) - 까치 : 은현초등학교에서 많은 인재들이 길러져 나라를 위해 힘쓰는 사람이 되기를 바라는 운수대통의 길조이다.

## 참고 자료
- 은현초등학교 - 한국교육학술정보원 학교알리미